# Cleistanthus parvifolius
Cleistanthus parvifolius är en emblikaväxtart som beskrevs av Joseph Dalton Hooker. Cleistanthus parvifolius ingår i släktet Cleistanthus och familjen emblikaväxter. IUCN kategoriserar arten globalt som sårbar. Inga underarter finns listade i Catalogue of Life.